# Château de la Croisnière
Le château de la Croisnière est un édifice situé à Saulges, en France.

## Localisation
Le monument est situé dans le département français de la Mayenne, à un peu plus d'un kilomètre à l'ouest du bourg de Saulges.

## Historique
Le château est inscrit depuis le 7 octobre 1935.